# Clactonien
Als Clactonien (engl.: Clactonian) bezeichnet man eine altsteinzeitliche Silexindustrie, die zeitlich mit der Holstein-Warmzeit (In England: Hoxne-Interglazial) und dem Übergang zur nachfolgenden Saale-Kaltzeit zu verbinden ist. Der Name wurde durch den britischen Archäologen Hazzledine Warren geprägt, der seit 1911 in Kiesgruben nahe dem südenglischen Clacton-on-Sea in Essex Zehntausende von Steingeräten fand.

## Verbreitung
Eine Häufung von Clactonien-Fundplätzen wurde zunächst in Schotterkörpern beiderseits des heutigen Ärmelkanals gesehen, der zu dieser Zeit noch nicht existierte. In Mitteldeutschland gab es mit den Kiesgruben von Wallendorf (Luppe), Gröbzig und Wörbzig einige Fundstellen, für die von „clactonoiden“ Abschlagindustrien gesprochen wurde.

## Charakteristik
Hauptcharakteristikum des Clactoniens ist die Dominanz von großformatigen Abschlägen sowie unifaziell retuschierten Schabern, auf der anderen Seite das Fehlen von Faustkeilen und anderen bifaziell überarbeiteten Typen sowie das Fehlen von Levalloistechnik-Grundformen. Die für die Abschlagherstellung postulierte „Amboss-Technik“ – der Kern wird nicht mit einem Schlagstein zerlegt, sondern auf einen Amboss aufgeschlagen –, gilt dabei als forschungsgeschichtliche Fehlinterpretation. Sie wurde von den oft großen, glatten Schlagflächenresten der Grundformen abgeleitet, die mit mehreren Schlagaugen versehen waren. Hier besteht jedoch eine Grauzone zu Geofakten, die durch natürliche Bestoßung von Grobschottern entstehen und ähnliche Merkmale aufweisen können.
Das Clactonien wird heute nicht mehr als eigenständige Kultur angesehen, sondern lediglich als eine technisch relativ primitive Fazies-Ausprägung innerhalb des Acheuléen. Grund der endgültigen Relativierung waren vor allem die wesentlich älteren Faustkeilfunde vom südenglischen Fundplatz Boxgrove Quarry. Zuvor hatte bereits Nick Ashton auf die Gleichzeitigkeit von Acheuléen- und Clacton-Grundformen im von ihm ausgegrabenen Fundplatz Barnham (Suffolk) aufmerksam gemacht.